# 4ペニーの棺桶

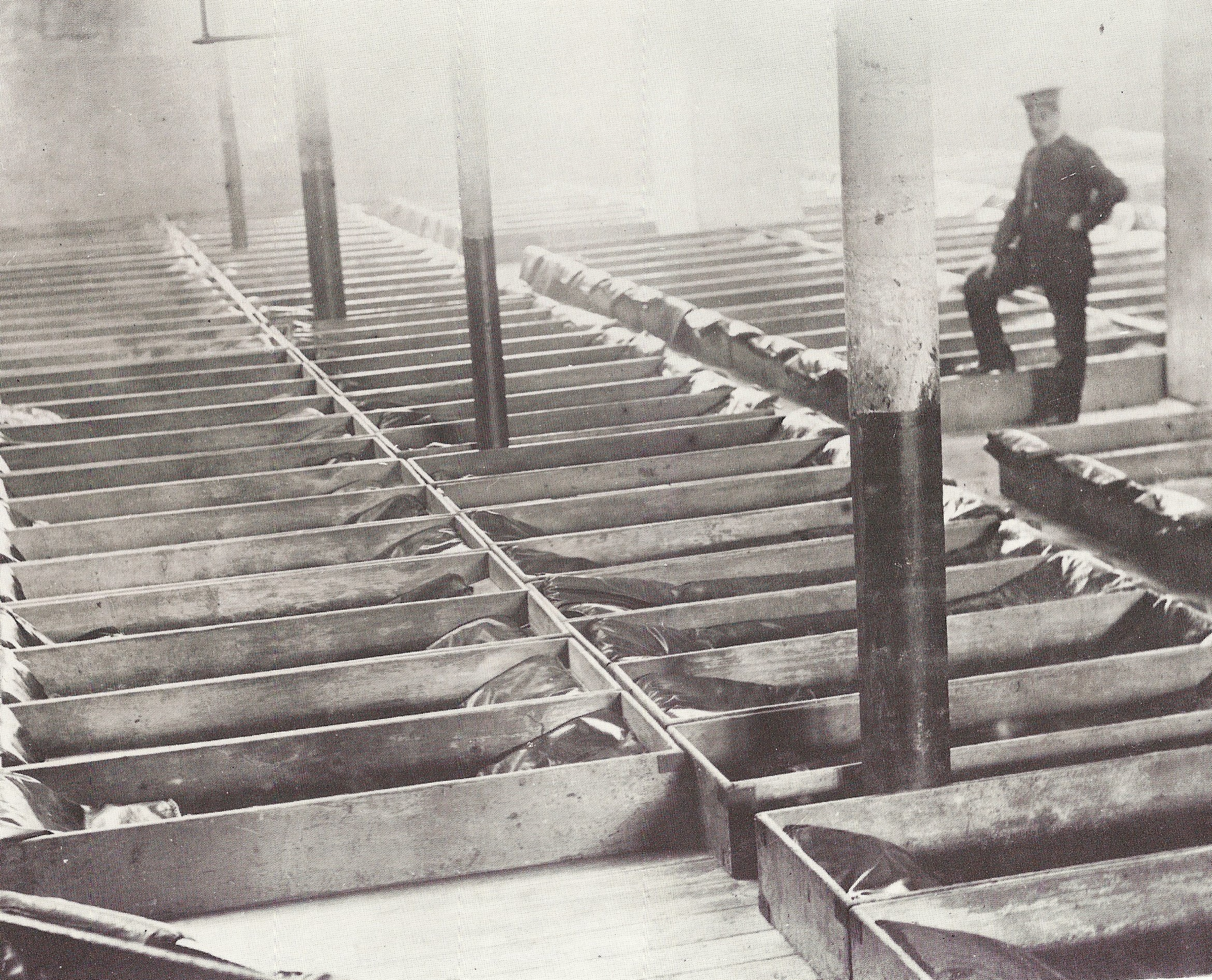
1900年頃のロンドンのバーンストリートホステルの男性用寝室

4ペニーの棺桶（英：four penny coffin）または棺の家（英：coffin house）とは、ロンドン中心部の人々のために作られた初期のホームレスシェルターの1つだった施設である。それは、19世紀後半から20世紀初頭に救世軍によって運営され、貧しい人々を援助した。
4ペニーを払えばホームレスは棺桶のようなベッドに泊まることができる。彼らは水と食糧を貰う事が出来た。さらに、彼らは仰向けに横になり、棺の形をした木箱で眠ることができた。ホームレスはカバーのためにターブを与えられた。これをユニークなものにしたのは、当時ロンドンで最も安価なホームレスシェルターであり、ホームレスが仰向けになって寝ることができたということである。救世軍はまた、ホームレスがはるかに高い価格でベッドで寝ることができる避難所を提供した。したがって、棺桶の家は寒さから逃れることを求めているホームレスに手ごろな価格で宿を提供したので人気があった。 
現代の例と比較して、この避難所は不十分であると考えられている。しかし、ホームレスという比較的新しい問題に対処するための安価で思いやりのある試みと見なされていた。この避難所は、厳しいロンドンの冬からの救済を提供し、キリスト教に新しい信者を引き付けるという利点があると当時多くの人から見られていた。
この宿よりもさらに安い椅子に座ってロープにもたれかかって寝る2ペニーのすわり宿(Penny sit-up)や立ったままロープにもたれかかって寝る2ペニーのハンガー(two penny hangover)と呼ばれた宿も存在した。